# Tephronia nigrolineata
Tephronia nigrolineata är en fjärilsart som beskrevs av Hans Zerny 1874. Tephronia nigrolineata ingår i släktet Tephronia och familjen mätare. Inga underarter finns listade i Catalogue of Life.